# ФК Крила Крајине Бачка Паланка
ФК Крила Крајине је фудбалски клуб из Бачке Паланке. Основан је 2001. године, а тренутно наступа у Војвођанској лиги Север, четвртом рангу фудбалског такмичења.